# Aly & Fila
Aly & Fila ist ein ägyptisches Duo, das aus Aly Amr Fathalla (Aly) und Fadi Wassef Naguib (Fila) besteht und derzeit zu den erfolgreichsten Vertretern der Musikrichtung Trance gehört. Zudem sind sie Label-Gründer von FSOE Recordings, benannt nach ihrer gleichnamigen Veranstaltungsreihe und Radiosendung Future Sound of Egypt.

## Geschichte

### Bis 2002: Musikalische Anfänge

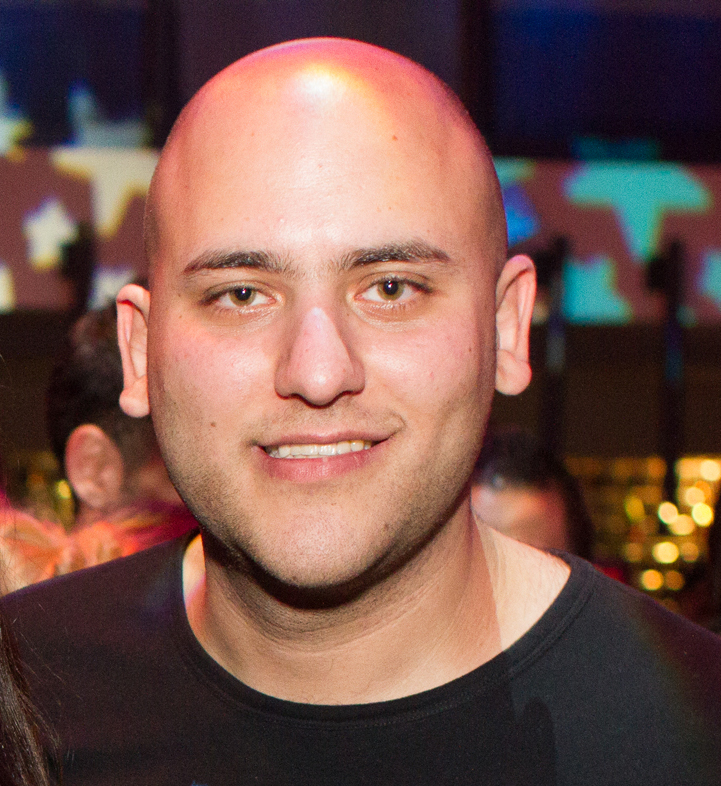
Fadi Wassef Naguib (Fila)

Aly Amr Fathalla (Aly) und Fadi Wassef Naguib (Fila) wurden beide 1981 geboren und kennen sich seit dem Kindergarten. Mit 14 Jahren starteten sie hobbymäßig mit dem DJing und mit 17 Jahren mit dem Produzieren der Musik. Mitte und Ende der 90er ist Fila mit seinem Vater, der berufsbedingt nach Deutschland musste, öfters mitgereist. Als er Paul van Dyk in Berlin erstmals spielen gesehen hat, begann sein Traum, das gleiche auch beruflich zu tun. Zurück nach Ägypten brachte er öfters Audiokassetten und CDs von u. a. Paul van Dyk, Steve Helstrip (The Thrillseekers) und Chicane für seinen besten Freund Aly mit. 1999 beschlossen sie, es gemeinsam beruflich zu versuchen und bauten ihr eigenes kleines Musikstudio auf. Mit 19 Jahren begann Fila auf dem Piano zu spielen und fing sein Studium in „Musik“ und „Politik“ an der American University in Kairo an, dabei wählte er Politik bloß, um seine Eltern zu entspannen.

### 2002–2004: Erste Veröffentlichungen
Nachdem sie sich in Ägypten als DJs etabliert haben, übergab Fila im Jahre 2002 in Deutschland auf einer Konferenz, die sich auf elektronische Musik spezialisierte, dem Manager von Euphonic Records eine CD mit neun eigenen Produktionen. Zwei Wochen später meldete sich Ralph Kyau, der Manager, dass das Label gerne den 3. Track namens Eye of Horus produzieren würde. 2003 wurde Eye of Horus und somit ihre erste Produktion veröffentlicht, welche in den Niederlanden bei den Dance Charts auf dem 4. Platz gelandet ist und von Künstlern wie Paul van Dyk, Armin van Buuren und Tiësto (damals auf Platz 1 bei DJ MAG) gespielt wurde. Aly & Fila waren die ersten ägyptischen DJs, die international bekannt wurden.
Als der Vertrag mit Euphonic Records ausgelaufen war, traf sich Fila mit Andy Prinz, der daraufhin das Label Offshore Music im Jahre 2004 gründete. Ab der zweiten Produktion Spirit of Ka wurde auf Offshore Music veröffentlicht.

### 2005–2007: Erste Festivals und Radio-Shows
2005 spielten Aly & Fila erstmals auf der Nature One und auf der Mainstage der Street Parade, vor einer Million friedlich feiernden Ravern. Im selben Jahr gingen sie auch erstmals mit der eigenen Radio-Show Spiritual Moment auf Sendung, die es bis 2008 auf 63 Episoden gebracht hat.
Im Februar 2006 ging das Duo mit der Radio-Show Future Sound of Egypt auf Sendung, die jeden Montag um 22:00 Uhr mitteleuropäischer Zeit auf dem Internet-Radiosender Digitally Imported (DI.FM) empfangen werden kann.
Am 17. Mai 2007 spielten Aly & Fila auf Armin van Buurens Festival A State Of Trance 300 in ’s-Hertogenbosch. Seither sind Aly & Fila neben Armin van Buuren (dem Veranstalter selbst) die einzigen DJs, die jährlich auf den Jubiläums-Episoden von A State Of Trance spielen und somit auch am 18. Februar 2017 auf der "ASOT 800" in Utrecht zum 11. Mal in Folge wieder dabei. Gemäß einer vorangegangenen Forum-Abstimmung durch Armin van Buuren waren Aly & Fila der meist gewählte DJ-Act für die Episode 300 und 350. Ihr Track Ankh erreichte die Spitze bei den „Dutch Dance Charts“. Ende 2007 war das Trance-Duo mit How Long und ihren Remixen zu Why, Tears Of Hope und Whatever auch erstmals im Yearmix von A State Of Trance vertreten.

### 2008: Hörsturz bei Aly
Am 30. August 2008 spielten Aly & Fila beim Eurofest in Mexico. Die Monitor-Lautsprecher waren zu laut und konnten vom Mischpult nicht geregelt werden. Aly Fathalla (alias Aly) erlitt einen Hörsturz auf einem Ohr und geht seither sehr behutsam mit seinem restlichen Gehör um. Seitdem wird das Trance-Duo auf den Events nur von Fila repräsentiert. Am 30. Oktober 2008 wählte man das Trance-Duo mit dem 31. Rang erstmals in die Top 100 DJs bei DJ MAG.

### 2009–2017: Label und Studioalben
Im Februar 2009 gründeten Aly & Fila ihr eigenes Label FSOE Recordings (benannt nach ihrer gleichnamigen Radiosendung Future Sound of Egypt), welches für den Uplifting Trance steht. Bis 2009 erschienen viel mehr Remix als Eigenproduktionen. Man begann mit den Arbeiten für das erste Studioalbum.
Am 28. Mai 2010 erschien ihr Debüt-Album Rising Sun auf dem Armada Label. Man arbeitete mit talentierten Sängerinnen und Produzenten zusammen, darunter Tiff Lacey, Sue McLaren, Josie, Denise Rivera, Philippe El Sisi, Bjorn Akesson und vielen mehr. Der charakterliche Sound von diesem Album ist Uplifting und Euphoric Trance. Im selben Jahr erreichten sie mit dem 20. Rang auch erstmals die Top 20 bei DJ MAG.
Am 2. September 2011 wurde mit der 200. Ausgabe von Future Sound of Egypt erstmals eine Jubiläums-Episode gefeiert. Das Ereignis fand im Space Sharm in Scharm asch-Schaich mit Größen wie John O’Callaghan, Roger Shah und Sied van Riel statt. In der 540. Episode von Armin van Buurens Radiosendung A State Of Trance wurde ihr Song We Control the Sunlight zum Tune Of The Year gewählt.
2013 erfolgte ihr zweites Album Quiet Storm. Der charakterliche Sound von diesem Album ist gemischt aus Chill Out, Melodic und Uplifting Trance. Die Produktionszeit betrug drei Jahre. Am 6. Juli 2013 spielten Aly & Fila auf Paul van Dyk's Festival We Are One in der Zitadelle in Berlin. Ihr Remix zu Apprehension wurde auf den 3. Platz bei „ASOTs Top 20 of 2013“ gewählt.
2014 veröffentlichten Aly & Fila mit The Other Shore ihr 3. Studioalbum auf Armada. Inspiriert von anderen Kulturen, Musikrichtungen und sogar Epochen besteht dieses Album aus Progressive Trance, Melodic Trance, Uplifting Trance und spiritueller Musik. Zudem veröffentlichte man den Track Guardian aus einer Zusammenarbeit mit ihrem Idol Paul van Dyk. Innerhalb des Jahres haben Aly & Fila in 46 unterschiedlichen Ländern aufgelegt und waren somit Spitzenreiter vor allen DJs, dicht gefolgt von Martin Garrix mit 45 Ländern auf dem 2. Platz.
2015 bewiesen Aly & Fila mit dem Album The Chill Out erneut ihre künstlerische Vielseitigkeit, indem sie 15 Eigenproduktion nochmals komplett überarbeitet haben. Statt des "hämmerten Beats" wurden die Tracks mit sanften Klängen untermalt und erheblich verlangsamt, aber trotzdem mit dem klar erkennbaren Aly & Fila-Sound. Das Ausnahme-Album dient der Entspannung. Die jeweiligen Tracks werden allerdings nirgendwo live gespielt. Mit Es Vedra erfolgte erstmals eine Zusammenarbeit mit The Thrillseekers, der (neben Paul van Dyk und Chicane) seit den 1990ern zu den größten Einflussgrößen von Aly & Fila zählt. Im selben Jahr waren sie Resident-DJs vom Cream-Club auf Ibiza. Ende 2015 erschien ihr Remix zu Paul van Dyk's Track Heart Like An Ocean auf der EP (Tonträger) The Politics Of Dancing 3 [Remixes].
2016 war für Aly & Fila ein besonders erfolgreiches Jahr. Am 13. Februar 2016 feierten sie ihr Debüt auf dem sehr populären BBC Radio 1 'Essential Mix' mit 34 Weltpremieren. und waren somit die ersten Trance-DJs nach knapp 2 Jahren (zuletzt Jordan Suckley am 22. Februar 2014) denen diese Ehre erteilt wurde. Am 13. August 2016 spielten sie auf der Street Parade in Zürich vor 1,2 Millionen Leuten. Mit Unbreakable wurde erneut eine Produktion zum Tune Of The Year gewählt. Neben Unbreakable landeten auch die restlichen vier Releases Million Voices, Kingdoms (FSOE 450 Anthem) sowie auch deren Remixe von Hear Me und Beautiful an der Spitze der Beatport Trance Charts.
2017 traten Aly & Fila mit einer eigenen Bühne Future Sound of Egypt auf dem Tomorrowland-Festival in Belgien auf. Dort sind sie bereits 2011 ein Dauergast. Zudem veröffentlichte das Duo mit Beyond The Lights ihr 5. Studioalbum, welches Einflüsse aus Deep House, Techno und gewöhnlicherweise viel Melodie enthält. Viele weitere Veranstaltungen sind schon Monate im Voraus terminiert.

## Future Sound of Egypt

### Radio-Show und Veranstaltungsreihe

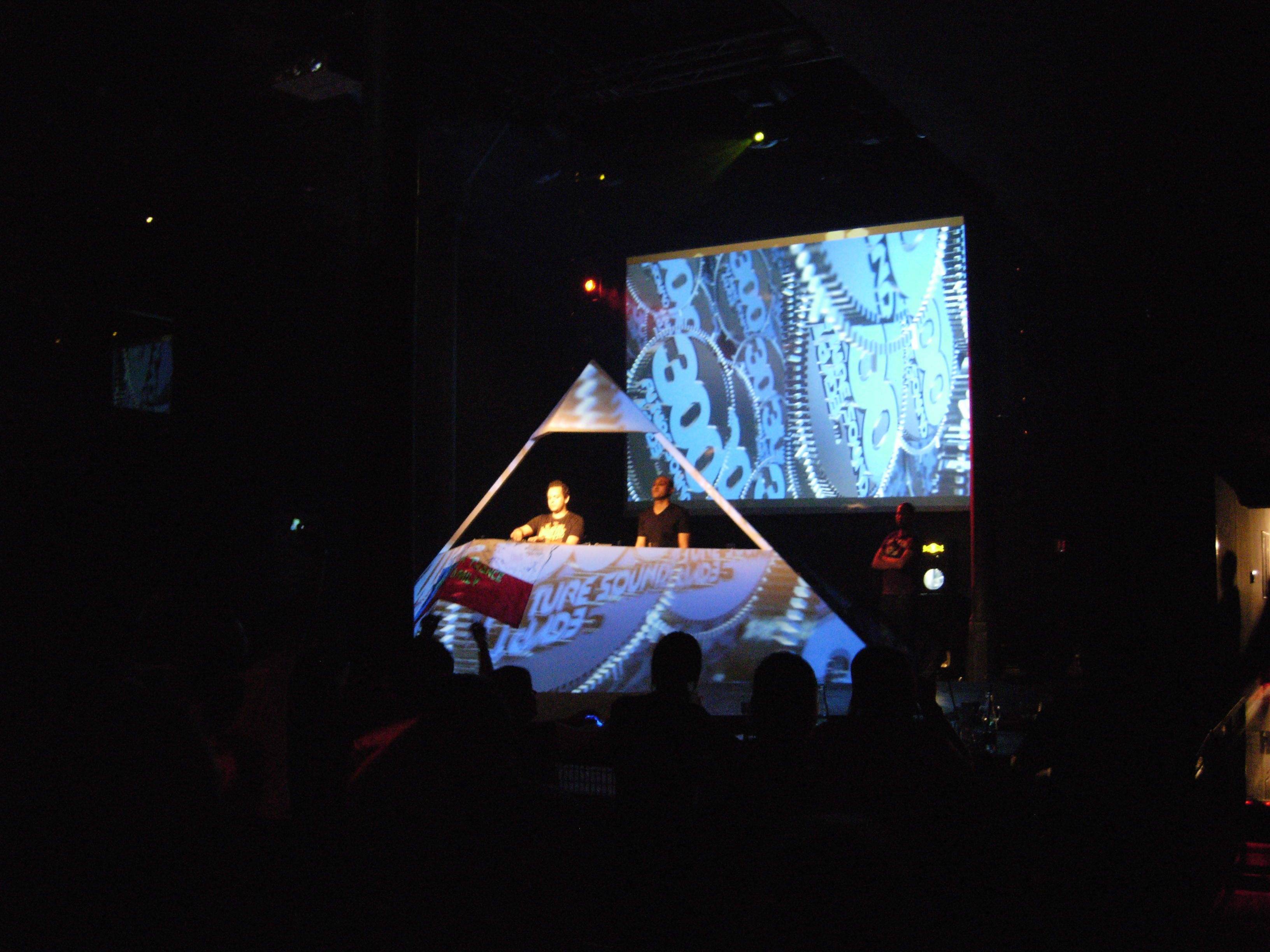
FSOE 300 in Prag

Im Februar 2006 gingen Aly & Fila mit einer eigenen Radioshow Future Sound of Egypt auf Sendung, die jeden Mittwoch um 22 Uhr auf dem Internet-Radiosender Digitally Imported (DI.FM) ausgestrahlt wird. Unter Future Sound of Egypt sind Aly & Fila auch als Organisator von Musikveranstaltungen weltweit aktiv.

### FSOE Recordings
Im Februar 2009 gründeten Aly & Fila ihr eigenes Musiklabel FSOE Recordings (benannt nach der gleichnamigen Radiosendung Future Sound of Egypt) als Agentur und Label, mit dem Ziel neue Talente zu entdecken und zu fördern.

## Einfluss auf die Szene
Seit ihrer ersten Produktion Eye Of Horus aus dem Jahr 2003 ist ihr „Uplifting Sound“ an der Geschwindigkeit von 138 oder 140 BPM (Beats per Minute) erkennbar. Um 2006 entwickelten Aly & Fila produktionstechnisch einen hämmerten Beat „banging“, dieser „banging Sound“ begleitete von nun an ihren Spielstil. Im selben Jahr gingen sie mit Future Sound of Egypt auf Sendung und erreichten auch dank des Wachstums der sozialen Netzwerke (allen voran Facebook) rapide an Aufmerksamkeit.
Spätestens 2008 erfolgte ihr endgültiger Durchbruch, als sie produktionstechnisch nochmals qualitativ einen Sprung machten, erkennbar an der klaren und sauberen Bassline. Ihre Remixe zu Armin van Buurens If You Should Go und Roger Shahs Back To You wurden von den A-State-Of-Trance-Zuhörern (damals 30 Millionen) in die Top 20 Tracks des Jahres 2008 gewählt. Bei DJ MAG gelang der 31. Platz (2007: Platz 111). Über die folgenden Jahre etablierte sich dieser „banging Sound“ im Uplifting-Trance-Bereich, der sich deutlich von dem der damaligen Vorreitern wie z. B. Armin van Buuren, Ferry Corsten, Above & Beyond oder M.I.K.E. unterscheidet. Die Veröffentlichungen diverser Künstler unter dem Label von Aly & Fila‘s FSOE Recordings prägen das heutige Genre.
Aufgrund der stets authentischen Liebe von Aly & Fila zu der Musik und den jährlich über 100 Auftritten sowie Aly & Fila’s Aktivität auf den sozialen Netzwerken mit den aktiven und sogenannten Trance Families, zu denen sie sich stolz dazuzählen, entstand über Jahre eine übernatürlich treue Fangemeinschaft. In den sozialen Netzwerken bestehen in über 30 Ländern sogenannte Fanpages, die Aly & Fila in der jeweiligen Landessprache offiziell repräsentieren. Jede dieser Fanpage wird ehrenamtlich geführt und dient dazu, dass man weitere Fans über neue Produktionen, Ereignisse (wie der Bekanntgabe von ortsnahen Aly & Fila-Auftritten bzw. von FSOE-Recordings-Künstlern) informiert.
Aufgrund der genannten Aspekte gelten Aly & Fila als die Zugpferde des heutigen Uplifting Trance und tragen die große Zuversicht der Trance-Gemeinschaft, dass das Ende des Genres alles andere als absehbar sei. Obwohl die Trance-Szene seit Beginn der 1990er öfters einen Wandel zwischen Hochs und Tiefs durchlebt hat sowie aus musikalischer Sicht teilweise ein sehr kontrastreicher Wandel bei Größen wie Armin van Buuren, Paul van Dyk oder Tiësto stattgefunden hat, erkennt man am Beispiel von Aly & Fila, dass es doch noch eine progressive Konstanz in der Szene gibt.

## Auszeichnungen

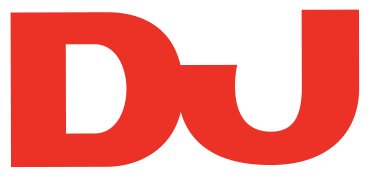
DJ MAG

### DJ MAG
Seit 2008 befindet sich das Duo gemäß der Fachzeitschrift DJ Mag in den Top 100 der besten DJs weltweit, an deren Abstimmung sich jährlich über 500.000 Leute beteiligen.
| Jahr  | 2004 | 2005 | 2006 | 2007 | 2008 | 2009 | 2010 | 2011 | 2012 | 2013 | 2014 | 2015 | 2016 | 2017 |
| ----- | ---- | ---- | ---- | ---- | ---- | ---- | ---- | ---- | ---- | ---- | ---- | ---- | ---- | ---- |
| Platz | 173  | 130  | 114  | 111  | 31   | 22   | 20   | 22   | 19   | 20   | 28   | 42   | 41   | 53   |

### TrancePodium
Seit 2011 befindet sich das Duo in den Top 10 bei der Wahl von TrancePodium, eine renommierte Abstimmung unter den Trance-Liebhabern. Von 2011 bis 2013 befand sich Armin van Buuren an der Spitze, ehe er 2014 vom Duo entthront wurde.
| Jahr  | 2011 | 2012 | 2013 | 2014 | 2015 | 2016 | 2017 |
| ----- | ---- | ---- | ---- | ---- | ---- | ---- | ---- |
| Platz | 10   | 07   | 02   | 01   | 01   | 01   | 01   |

### Weitere Auszeichnungen
In der folgenden Tabelle werden weitere relevante Auszeichnungen und Ehrungen aufgelistet.
| Jahr | Verleih                          | Auszeichnungen                                             | Ergebnis  |
| ---- | -------------------------------- | ---------------------------------------------------------- | --------- |
| 2009 | International Dance Music Awards | Best Break-Through DJ                                      | Nominiert |
| 2010 | Ibiza DJ Awards                  | Dance Nation of the Year (Egypt represented by Aly & Fila) | Gewonnen  |
| 2011 | A State Of Trance                | Tune Of The Year (We Control The Sunlight)                 | Gewonnen  |
| 2013 | Ibiza DJ Awards                  | Best Trance DJ                                             | Nominiert |
| 2013 | TrancePodium                     | Best Artist Album (Quiet Storm)                            | Gewonnen  |
| 2014 | Ibiza DJ Awards                  | Best Trance DJ                                             | Nominiert |
| 2014 | International Dance Music Awards | Best Trance DJ                                             | Nominiert |
| 2014 | TrancePodium                     | Best Artist Album (The Other Shore)                        | Gewonnen  |
| 2014 | TrancePodium                     | Best Mix Compilation Album (Trance Nation)                 | Gewonnen  |
| 2014 | TrancePodium                     | Best Radioshow (Future Sound of Egypt)                     | Gewonnen  |
| 2014 | Middle Eastern Music Award       | No.1 DJ                                                    | Gewonnen  |
| 2015 | International Dance Music Awards | Best Trance DJ                                             | Nominiert |
| 2015 | International Dance Music Awards | Best Trance Track (Napoleon)                               | Nominiert |
| 2015 | TrancePodium                     | Best Mix Compilation Album (Future Sound Of Egypt 3)       | Gewonnen  |
| 2015 | TrancePodium                     | Best Radioshow (Future Sound of Egypt)                     | Gewonnen  |
| 2016 | A State Of Trance                | Tune Of The Year (Unbreakable)                             | Gewonnen  |
| 2016 | TrancePodium                     | Best Radioshow (Future Sound of Egypt)                     | Gewonnen  |
| 2017 | International Dance Music Awards | Best Trance DJ                                             | Nominiert |
| 2017 | TrancePodium                     | Best Trance DJ                                             | Gewonnen  |
| 2017 | TrancePodium                     | Best Radioshow (Future Sound of Egypt)                     | Gewonnen  |
| 2017 | TrancePodium                     | Best Artist Album (Beyond The Lights)                      | Gewonnen  |
| 2017 | TrancePodium                     | Best Live-Set (FSOE 500 @ Pyramids of Giza in Egypt)       | Gewonnen  |

## Trivia
- Fadi Wassef Naguib wurde schon zu seiner Schulzeit in Ägypten von seinen Freunden Fila genannt. Diesen Rufnamen hat er als DJ übernommen.
- Auf Nachfrage welches Jahr sein persönlicher Durchbruch sei, antwortete Fila „2006. Das war das Jahr als ich realisierte, dass ich tatsächlich ein professioneller DJ werden könnte.(…) Alle DJs spielten unsere Musik.“[1]
- Fila nahm "Sound Engineering"-Kurse (u. a. in London an der London School of sound) und erwarb einen Master-Abschluss in "Studio Production".[55]
- Die beiden Künstler bevorzugen es lieber, dass zuerst jeder von beiden in seinem eigenen Studio produziert. Im Nachgang finalisieren sie dann ihre Ergebnisse zusammen.[3]
- Aly & Fila produzierten auch Soundtracks für Werbungen.[1]
- Als erste Nicht-Schweizer mixten Aly & Fila für die Street Parade 2009 den Sampler "Street Parade 2009 – Trance".[56]
- Am 15. August 2014 fand in Polen mit der 350. Ausgabe von Future Sound of Egypt das größte kostenlose Trance-Event des Jahres statt.[57]
- Für jedes Land muss jedes Mal ein Visum beantragt werden.[58]
- Aly Fathalla hat die A State Of Trance 300 am 17. Mai 2007 in Hertogenbosch verpasst, weil sein Visum zu spät eingetroffen ist.[59]
- Fila über Paul van Dyks For An Angel: „That track got me in this scene. I remember I was a clubber and I was in Berlin listening to Paul van Dyk and he played the track and I was like, “Oh my God.” Goosebumps. I will never forget that moment.“ (– Deutsch: „Dieser Track brachte mich in diese Szene. Ich erinnere mich, ich war ein Clubgänger und ich war in Berlin bei Paul van Dyk, als er den Track spielte und ich war wie "Oh mein Gott." Gänsehaut. Ich werde niemals diesen Augenblick vergessen.“)[58]
- Typisches Aly & Fila-Set in 3 Wörtern: „Uplifting, melodic and driving.“ (– Deutsch: „Erhebend, melodisch und treibend.“)[45]
- Auf die Frage was das verrückteste Erlebnis seiner DJ-Karriere gewesen sei, erzählte Fila „In China last year (2015), the heavens opened, was outdoor festival and promoter held umbrella and cover over head.“ (– Deutsch: „In China im vergangenen Jahr (2015) öffnete sich der Himmel, es war ein Outdoor-Festival und der Veranstalter hielt den Regenschirm über meinen Kopf.“)[60]
- Am 11. September 2015 schrieben Aly & Fila Geschichte, indem sie als erste DJs überhaupt vor den Pyramiden in Gizeh auftraten. Somit erfüllten sie sich einen Traum, an dem sie Jahre lang gearbeitet haben. „Since we started our Aly & Fila Project and Future Sound of Egypt as a brand, we had a dream to host our own event at this very special landmark. […] It took us many years and hard work to achieve this one, but yes dreams do come true.“ (– Deutsch: „Seit wir unser Aly & Fila-Projekt und Future Sound of Egypt als Marke gestartet haben, hatten wir einen Traum, unsere eigene Veranstaltung an diesem besonderen Wahrzeichen zu realisieren […] Es dauerte viele Jahre und harte Arbeit, um dieses zu erreichen, aber ja Träume werden wahr.“)[61]